# خانه فرهاد آذر
خانه فرهاد آذر مربوط به دوره پهلوی است و در شهرستان فومن، شهرک تاریخی ماسوله واقع شده و این اثر در تاریخ ۲۵ اسفند ۱۳۸۰ با شمارهٔ ثبت ۵۳۹۷ به‌عنوان یکی از آثار ملی ایران به ثبت رسیده است.